# Léopold Cassegrain
Pour les articles homonymes, voir Cassegrain.
Léopold Cassegrain, né le 28 janvier 1857 à Nantes et mort le 18 avril 1941 à Saint-Sébastien-sur-Loire, est un industriel et un homme politique français, maire radical de Nantes de 1929 à 1935.

## Biographie
Fils de Charles Cassegrain, fondateur de l'entreprise de conserveries Cassegrain, et de Clarisse Chaboisseau, Léopold Cassegrain épouse en 1883, à Nantes, Elisabeth Joséphine Babonneau, fille de Pierre Babonneau et d'Elisabeth Giffard.
Il hérite de l'entreprise en 1902, à la mort de son père. Il devient directeur de la Caisse d'épargne de Nantes en 1904.
Il entre en politique comme radical au sein du conseil municipal de Paul-Émile Sarradin en 1900. Adjoint au maire de Gabriel Guist'hau en 1908, puis de Paul Bellamy à partir de 1910, il abandonne en 1911 la gestion de l'entreprise familiale à son cousin et associé Maurice Garnier. 
À la suite des élections municipales des 5 et 12 mai 1929, où la droite obtient de meilleurs résultats que précédemment, il est élu maire le 18 mai par 19 voix contre 15 à Alexandre Vincent et 1 à Maurice Pinard. Il est d'abord à la tête d'une municipalité de cartel des gauches. L'élection complémentaire de mai 1931 pour remplacer Émile Morice, décédé, amène l'élection d'Alexandre Fourny. En décembre 1931, les adjoints socialistes (Raoul Chevillard, Eugène Le Roux, Ernest Dalby et Henri Sureau) démissionnent et sont remplacés par des conseillers de droite (Maurice Pinard, Joseph Paris, Abel Durand, François Richard) lors de la séance du 29 décembre.
Son mandat, le premier d'une durée de 6 ans, est marqué par le passage à Nantes du président de la République Gaston Doumergue en avril 1930.
Il entame une politique active de grands travaux (notamment le comblement des bras de la Loire et le détournement du cours de l'Erdre). 
À la suite des élections municipales de 1935, il est remplacé par le socialiste Auguste Pageot. Lui-même ne fait pas partie du nouveau conseil municipal.
Il meurt le 19 avril 1941 dans sa propriété du Fresne-Rond, à Saint-Sébastien-sur-Loire. Il est inhumé le 21 avril au cimetière Miséricorde.

## Distinctions et hommages
- Chevalier de la Légion d'honneur (1926)
- Officier de l'Instruction publique
- Ordre du Mérite agricole
- Médaille d'or de la Prévoyance sociale
- Médaille d'or de Nantes (1936)[5]
- Grand officier de l'ordre de Vasa[6]

Une rue de Nantes est baptisée en son honneur à la suite d'une délibération du conseil municipal en date du 26 juin 1961.